# أقصليس مصفر
أقصليس مصفر (الاسم العلمي:Oxalis luteola) هي نوع من النباتات يتبع جنس الأقصليس من الفصيلة الحماضية.